# ГЕС-ГАЕС Сардар-Саровар
ГЕС-ГАЕС Сардар-Саровар — гідроелектростанція на заході Індії у штаті Гуджарат. Знаходячись після ГЕС Махешвар, становить нижній ступінь у каскаді на річці Нармада, яка тече у широтному напрямку між горами Віндх'я на півночі і Сатпура на півдні та впадає у Камбейську затоку Аравійського моря (можливо відзначити, що в сукупності регіон Віндх'я/Нармада/Сатпура відділяє Індо-Гангську рівнину від плоскогір'я Декану).

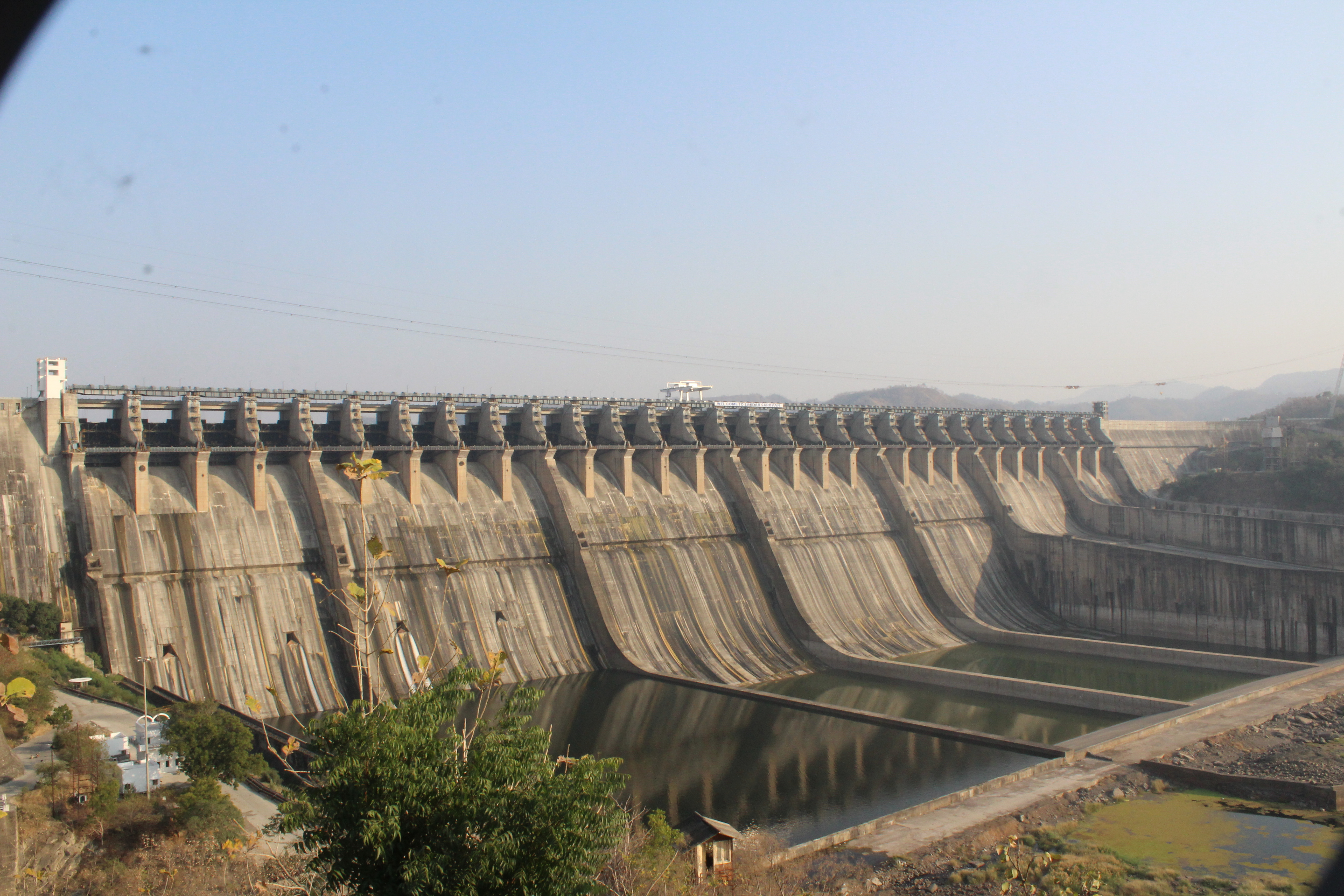
Вид на греблю з нижнього б'єфу

У межах проекту річку перекрили бетонною гравітаційною греблею висотою 163 метри та довжиною 1210 метрів, яка потребувала 6,82 млн м3 матеріалу. Вона утримує водосховище з площею поверхні 349 км2 та об'ємом 9,5 млрд м3 (корисний об'єм 5,8 млрд м3), в якому припустиме коливання рівня поверхні в операційному режимі між позначками 111 та 140 метрів НРМ.
Під греблею облаштували заглиблений у скелю машинний зал, обладнаний шістьма оборотними турбінами типу Френсіс по 200 МВт, які працюють при напорі у 224 метри.
Для забезпечення роботи станції в гідроакумулюючому режимі за пару сотень метрів нижче від головної греблі річку перекрили невисокою допоміжною спорудою, котра створює нижній резервуар.
При роботі в режимі ГЕС відпрацьована вода відводиться у річку через відвідний тунель довжиною 0,3 км та відкритий канал довжиною 1,2 км.

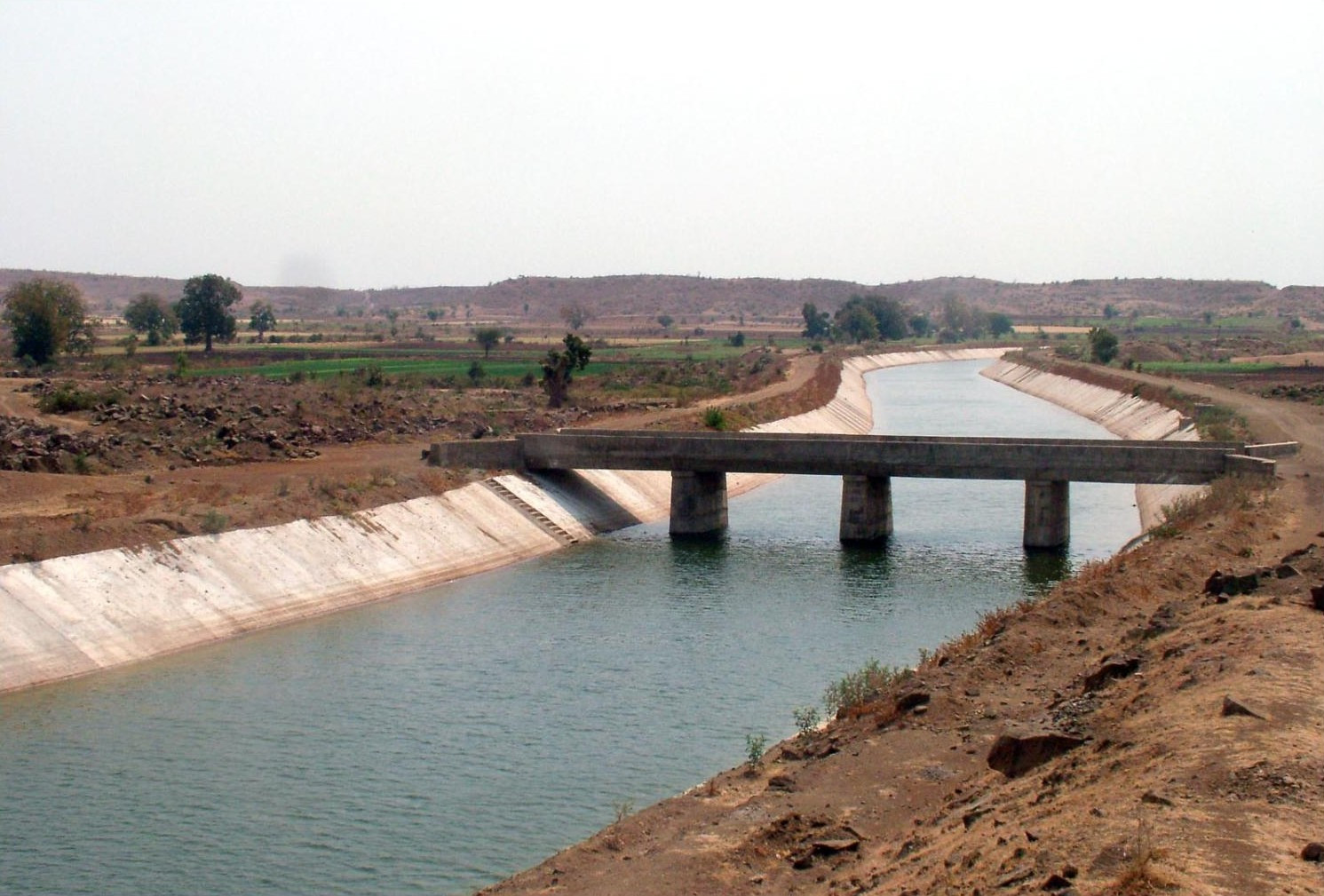
Іригаційний канал комплексу

Крім того, при виході у прокладений по правобережжю іригаційний канал облаштували ще один машинний зал, обладнаний п'ятьма турбінами типу Каплан потужністю по 50 МВт, які працюють при напорі у 36 метрів.